# Un uomo chiamato uomo
Un uomo chiamato uomo (The Last Word) è un film del 1979, diretto da Roy Boulting, con protagonista Richard Harris. Il film è noto anche con il titolo The Number.

## Trama
L'inventore di congegni meccanici Danny Travis vive in un suburbio malfamato della California, che la locale municipalità vuole risanare demolendo i caseggiati e cacciandone così gli occupanti abusivi. Lui si oppone dapprima con mezzi legali, ma il giorno dello sfratto si barrica nel suo appartamento e sequestra l'odioso poliziotto incaricato. Il resto del palazzo viene fatto sgomberare e le forze dell'ordine bloccano la zona. Travis chiede, invano, di poter parlare col governatore, affaccendato nelle imminenti elezioni.
Un'ambiziosa e intraprendente giornalista televisiva, Paula, ottiene di entrare nel rifugio dell'uomo e di intervistarlo. Gli argomenti semplici ed efficaci di Travis scuotono l'opinione pubblica, tanto più che si rivelano assai fondati i sospetti di una gigantesca speculazione edilizia, alla quale sindaco e governatore sono interessati.
I corpi speciali della polizia, prima di domare la piccola rivolta, avranno comunque parecchio filo da torcere, giacché Travis schiera contro di essi tutte le sue abilità tecniche per respingerli.

## Personaggi
- Danny Travis: d'origine irlandese, vedovo con tre figli (una ragazza ventenne che lavora in fabbrica, un adolescente e una bambina), a un lavoro fisso o ai sussidi preferisce l'attività solitaria di inventore, ma privo del senso degli affari si lascia regolarmente ingannare da due funzionari corrotti dell'Ufficio Brevetti. La sua ultima invenzione è un'automobile telecomandata ad energia solare. Nel suo balcone ha una piccola serra dove coltiva pomodori e un alveare. È molto solidale con i suoi vicini di casa e paterno con i ragazzi di una gang del quartiere.

## Produzione

### Distribuzione italiana
Il titolo della versione italiana intende richiamarsi a un film precedente, e di maggior successo, interpretato da Richard Harris, ovvero Un uomo chiamato Cavallo.